# Iwanowce (obwód lwowski)
Iwanowce (ukr. Іванівці, Iwaniwci) – wieś na Ukrainie, w obwodzie lwowskim, w rejonie stryjskim. W 2001 roku liczyła 425 mieszkańców.
Pod koniec XIX w. wieś w powiecie żydaczowskim, położona  nad Dniestrem, 3 km na zachód od stacji pocztowej w Żydaczowie.
W II Rzeczypospolitej do 1934 roku wieś stanowiła samodzielną gminę jednostkową w powiecie żydaczowskim w woj. stanisławowskim. W związku z reformą scaleniową została 1 sierpnia 1934 roku włączona do nowo utworzonej wiejskiej gminy zbiorowej gminy Żydaczów w tymże powiecie i województwie. Po wojnie wieś weszła w struktury administracyjne Związku Radzieckiego.
Do 2020 w rejonie żydaczowskim.